# Pompeo Aldrovandi
Pompeo Aldrovandi (ur. 23 września 1668 w Bolonii, zm. 6 stycznia 1752 w Montefiascone) – włoski kardynał.

## Życiorys
Pochodził z Bolonii. Od 1716 arcybiskup Neocezarei. Od 1717 do 1718 nuncjusz apostolski w Hiszpanii, popadł jednak w niełaskę zarówno u króla Filipa V jak i u papieża Klemensa XI. Odwołany z nuncjatury, udał się do rodzinnej Bolonii. W 1721 nowy papież Innocenty XIII zrehabilitował go i mianował dziekanem Roty Rzymskiej. 23 marca 1729 Benedykt XIII mianował go patriarchą jerozolimskim. Kolejny papież, Klemens XII, mianował go najpierw wicekamerlingiem i gubernatorem Rzymu (1733), a następnie kardynałem (24 marca 1734) i arcybiskupem Montefiascone (9 lipca 1734). Na konklawe 1740 był bliski wybrania na papieża. Benedykt XIV mianował go swoim datariuszem (1740–1743), a następnie legatem (gubernatorem) w Romanii (1743–1746).
Pompeo Aldrovandi zmarł w Montefiascone.